# Чеканув (Сілезьке воєводство)
Чеканув (пол. Czekanów, нім. Schakanau) — село в Польщі, у гміні Зброславиці Тарноґурського повіту Сілезького воєводства.
Населення — 988 осіб (2011).
У 1975-1998 роках село належало до Катовицького воєводства.

## Демографія
Демографічна структура станом на 31 березня 2011 року:
|          | Загалом | Допрацездатний вік | Працездатний вік | Постпрацездатний вік |
| -------- | ------- | ------------------ | ---------------- | -------------------- |
| Чоловіки | 490     | 80                 | 332              | 78                   |
| Жінки    | 498     | 75                 | 292              | 131                  |
| Разом    | 988     | 155                | 624              | 209                  |